# Stefan Wincenty Frelichowski
Stefan Wincenty Frelichowski (* 22. Januar 1913 in Chełmża; † 23. Februar 1945 im KZ Dachau) war ein polnischer katholischer Priester. Er wird von der römisch-katholischen Kirche als Seliger verehrt. Sein Gedenktag ist der 23. Februar.

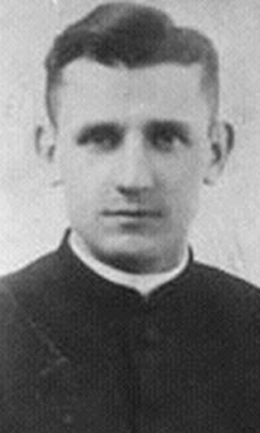
Stefan Wincenty Frelichowski

## Leben
Stefan Wincenty Frelichowski wurde am 22. Januar 1913 in Chełmża als drittes von sieben Kindern von Ludwik Frelichowski und Marta Olszewska geboren. Sein Vater war Bäckermeister und hatte eine Konditorei.
Von 1919 bis 1923 besuchte er die Grundschule in Chełmża. Mit 9 Jahren wurde er Ministrant. Von 1923 bis zum Abitur 1931 besuchte er das humanistische Knabengymnasium in Chełmża. Am 26. Mai 1927 wurde er dort in die Marianische Kongregation aufgenommen. Am 21. März 1927 schloss er sich den Pfadfindern an, wo er bald Leitungsfunktionen übernahm.
Im Herbst 1931 trat er ins Priesterseminar in Pelplin ein und am 14. März 1937 erhielt er die Priesterweihe von Bischof Stanisław Wojciech Okoniewski, dessen persönlicher Sekretär er wurde. Am 1. Januar 1938 wurde er als Aushilfe in der Pfarrei Wejherowo und am 1. Juli 1938 als Vikar in der Pfarrei in Toruń eingesetzt. Gleichzeitig war er mit der Seelsorge der Pfadfinder in Pommern betraut. 

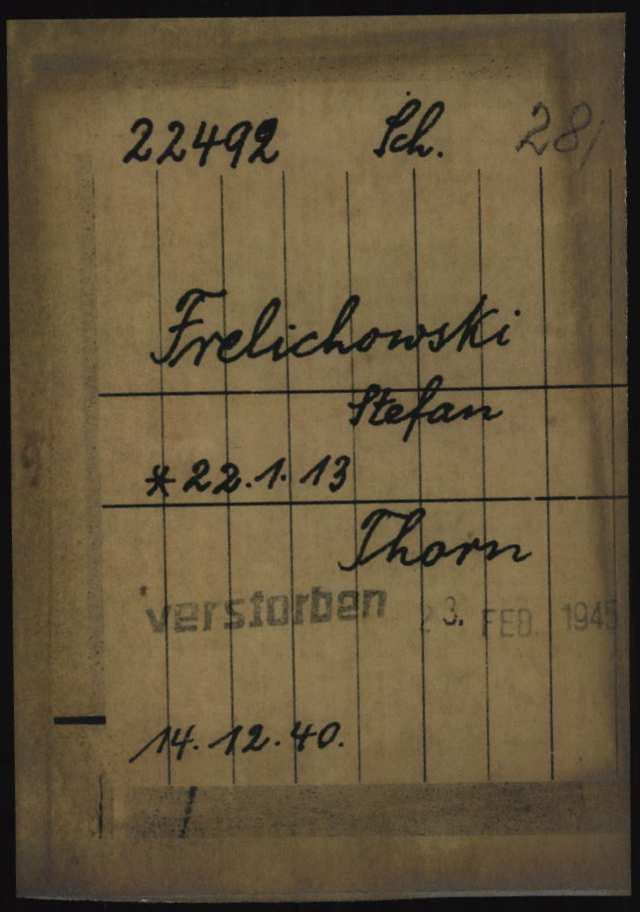
Registrierungskarte von Stefan Wincenty Frelichowski als Gefangener im nationalsozialistischen Konzentrationslager Dachau

Die Gestapo verhaftete ihn am 11. September 1939. Er wurde nach einigen Tagen entlassen, jedoch am 18. Oktober 1939 erneut verhaftet und ins Gefangenenlager Fort VII in Toruń verbracht. Am 8. Januar 1940 wurde er in ein anderes Gefangenenlager in der Nähe von Nowy Port gebracht, von dort am 10. Januar 1940 ins KZ Stutthof. Am 10. April 1940 wurde er ins KZ Sachsenhausen verlegt, schließlich am 13. Dezember 1940 ins KZ Dachau. Dort half er Kranken und Sterbenden und gründete heimlich eine polnische Caritasorganisation im Lager. Während der Flecktyphusepidemie im Winter 1944/45 steckte er sich bei der Krankenpflege mit Typhus an und bekam dazu noch eine Lungenentzündung. Er starb am 23. Februar 1945. Der Medizinstudent Stanisław Bieniek konnte eine Totenmaske anfertigen und trennte ihm 2 Finger seiner rechten Hand ab, um sie als Reliquien zu sichern. Diese wurden auf der Plantage des KZ Dachau vergraben und nach dem Krieg mit Mühe wiedergefunden.

## Gedenken und Ehrungen
Der Seligsprechungsprozess wurde 1964 eingeleitet und am 18. Februar auf diözesaner Ebene abgeschlossen. Die Seligsprechung erfolgte am 7. Juni 1999 durch Papst Johannes Paul II. in Toruń.
Seit 22. März 2002 ist er der Patron der polnischen Pfadfinder.
Das Toruńer Priesterseminar ist nach ihm benannt, außerdem die Grundschule in Turzy Wielka, die Schule Nr. 6 in Toruń und die Mittelschule Nr. 1 in Chełmża.
Reliquien befinden sich unter anderem in der Kapelle des Präsidentenpalastes in Warschau und in der Marienkirche in Toruń. In letzterer finden jährlich zum 21. und 23. Februar Gedenkfeierlichkeiten statt.